# Vízköpő

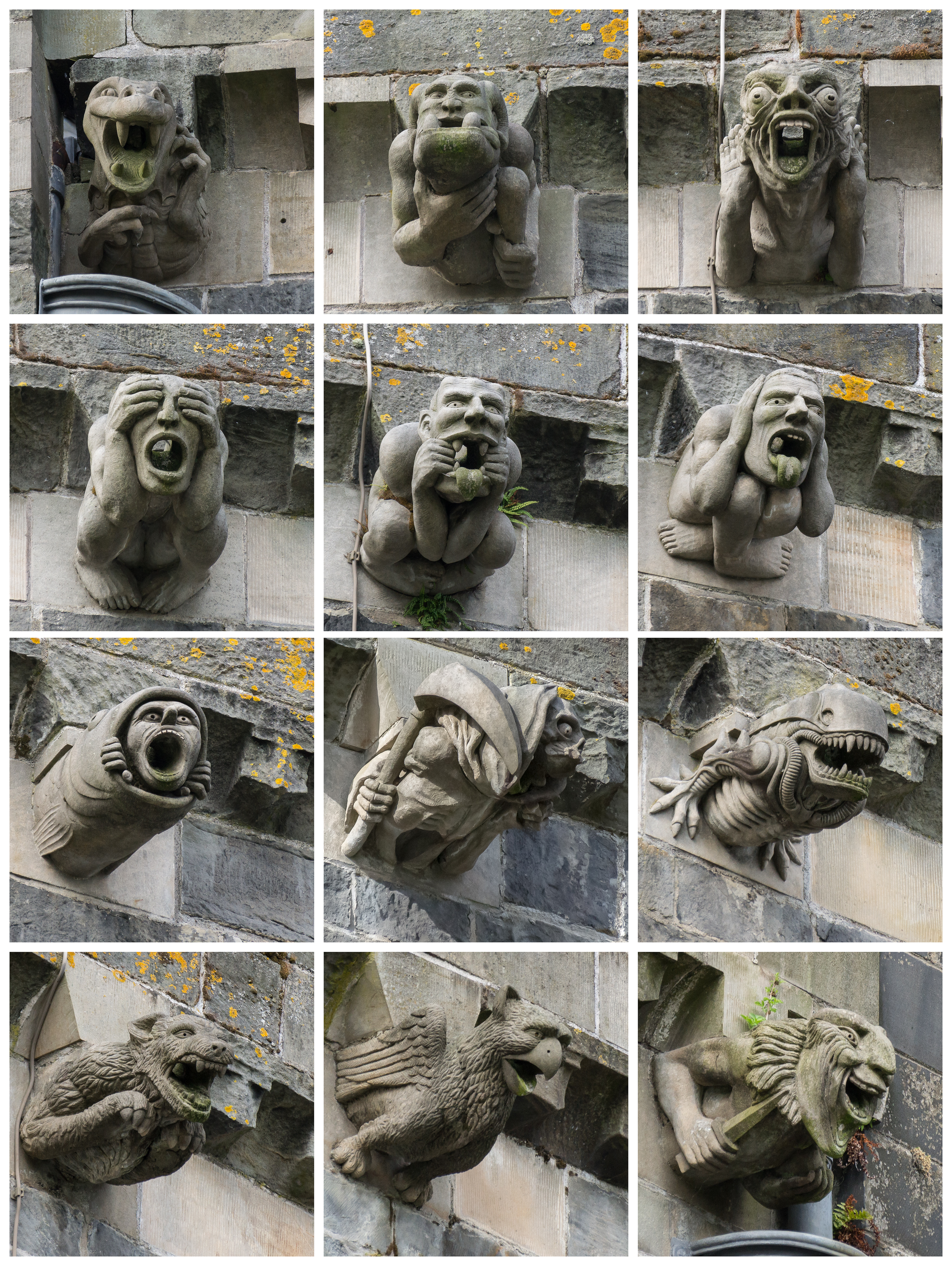
12 vízköpő, szimbolizálja a hallást, látást, s a beszédet, Paisley Abbey, Paisley, Skócia

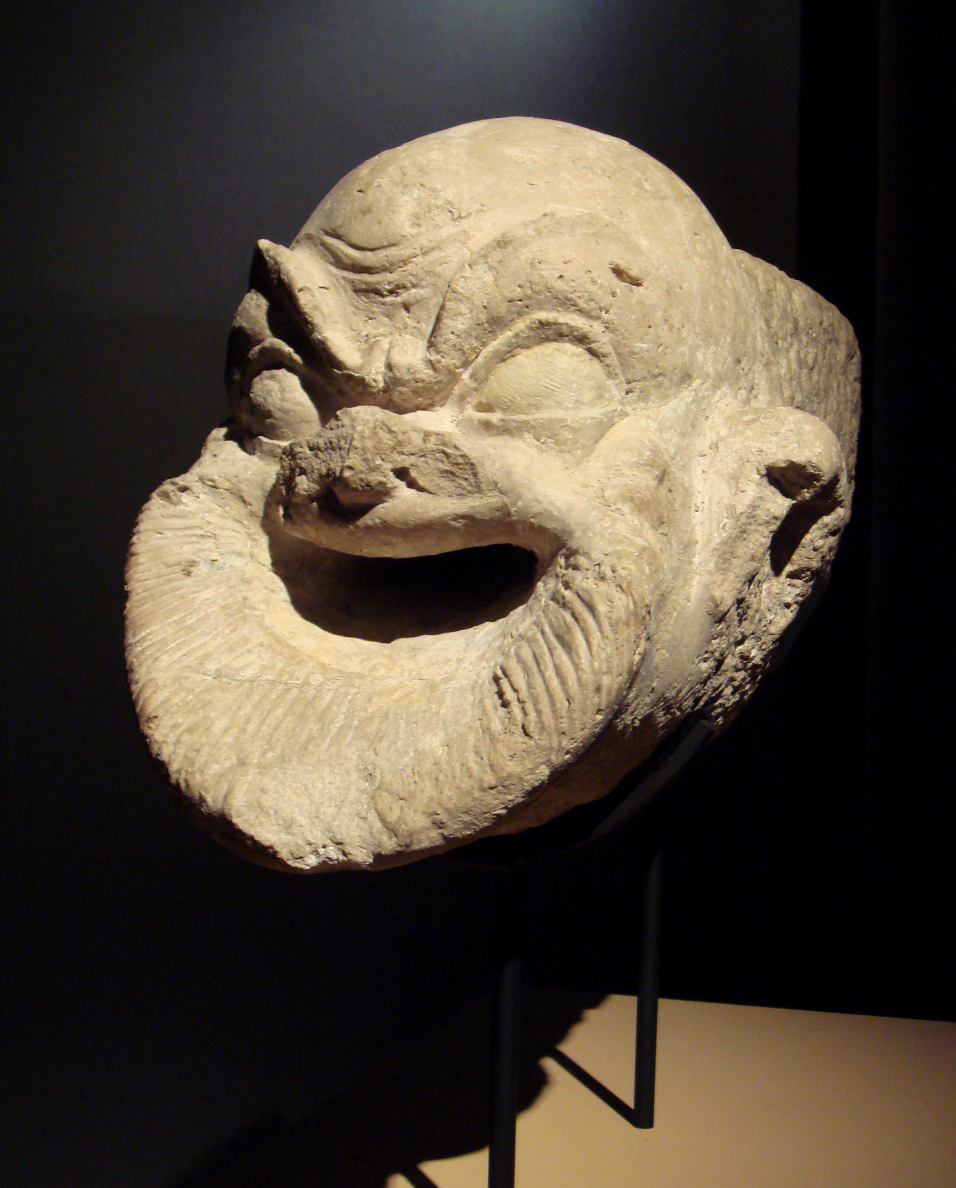
Hellén vízköpő az i. e. 1. századból, komikusan ábrázol egy szakács-rabszolgát, Ai Khanoum, Afganisztán

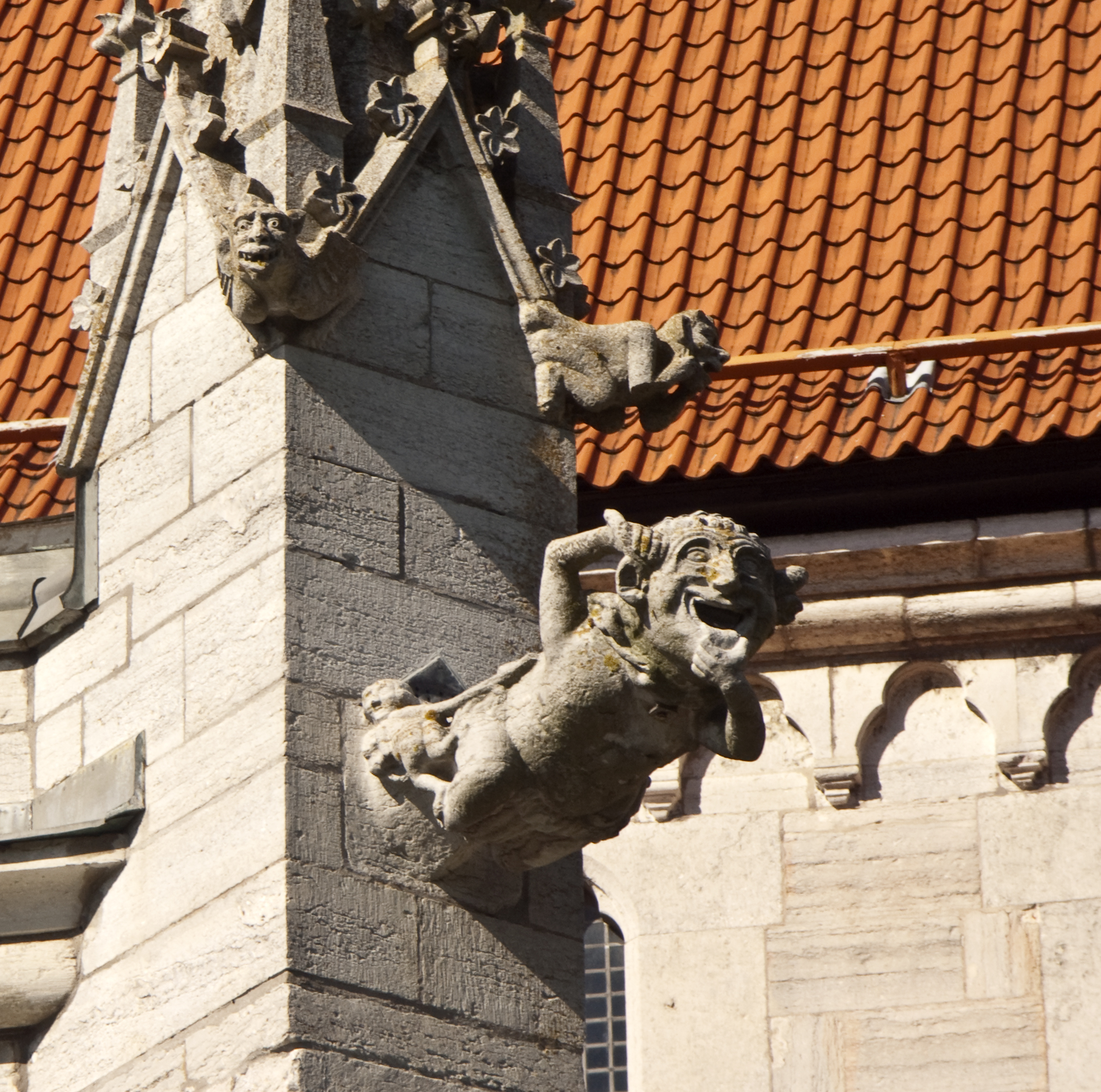
A nagyobb vízköpő felett két kis komikus vízköpő látható. Katedrális, Visby, Svédország

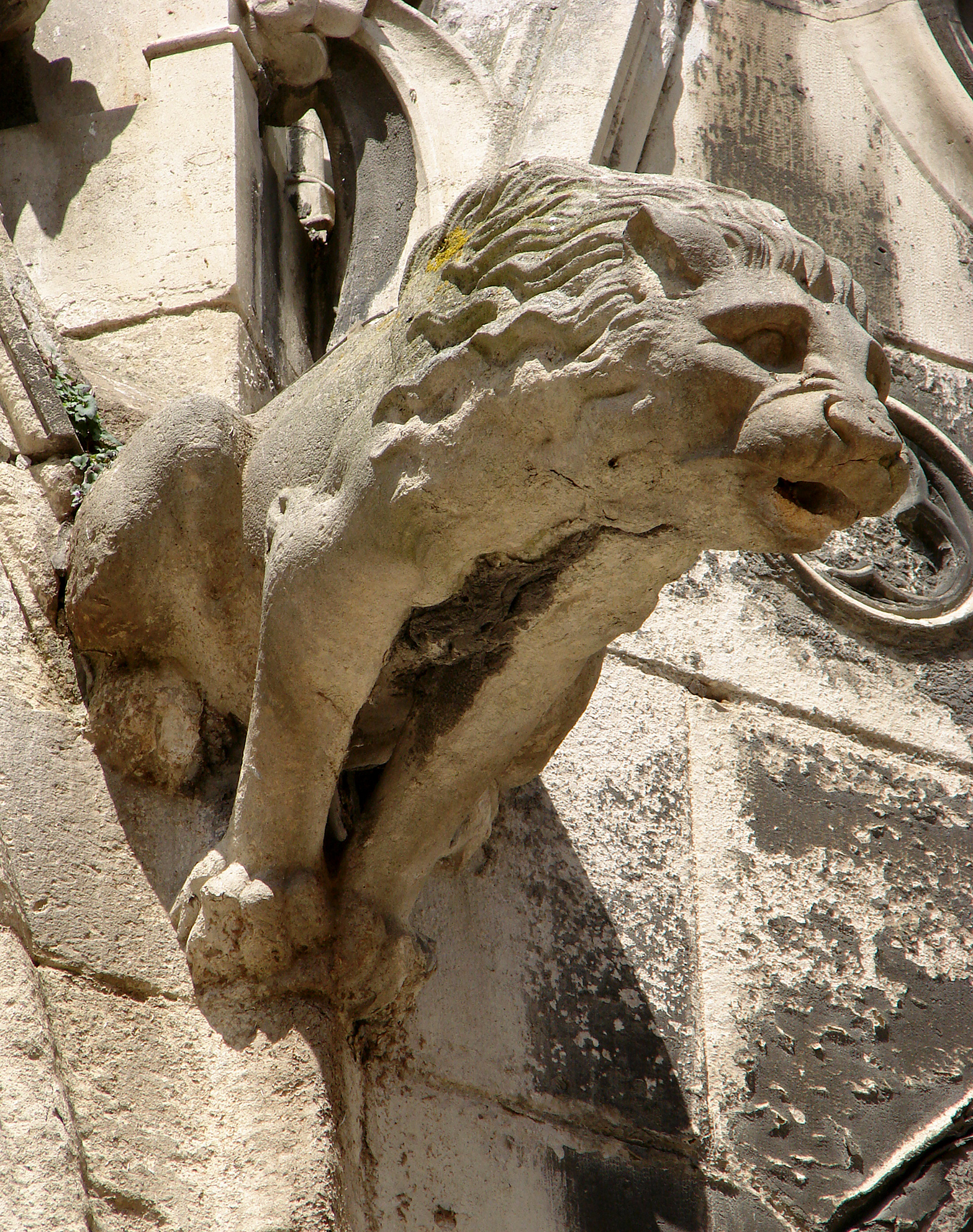
Oroszlán formájú vízköpő Saint-Etienne de Meaux székesegyház, Meaux, Franciaország

A vízköpő az ereszcsatorna megnyújtott végződése, amelynek az a célja, hogy az esővíz az épület falától minél távolabb érjen földet. A képzőművészetben díszkutak, szökőkutak részeként is előfordul. A gótika korában kezdődött el a vízköpők alakos kidolgozása. A kőből faragott alak többnyire képzeletbeli állat, de lehet torz vagy ruhátlan (bűn jelképeként) emberfigura is. A késő középkori vízköpőfigurák drôlerie-ként is értelmezhetők.

## A vízköpők legendája
Francia legenda szerint II. Chlothar frank király Szt. Romanus-t, egykori kancellárját, Rouen egyházi tartomány püspökévé tette. Szt. Romanus visszaüldözte a lényt Rouen tartományba egy feszület és egy önkéntes rab segítségével, a lények elégtek, de a saját lángjuk edzette részek (nyak, fej) ellenálltak a tűznek. Ezután a fejeket az újonnan épített templomok falaihoz építették, hogy elriassza a gonosz szellemeket és megvédje a templomokat. St. Romanus megemlékezésén minden évben Rouen érseke jogot kap egy rab szabadon engedésére, amíg a szent ereklyetartót körbe viszik (lásd Rouen szócikkben). A vízköpő egy olyan hosszú nyakú sárkány volt, amelynek denevérszárnyai voltak és szájából tüzet ontott.

## Története
Amikor vízköpőkről beszélünk, általában a középkori vízköpőket értjük rajta, de bármely kor épületének vízelvezetéseit is hívhatjuk így, amikor nem ereszcsatornákról beszélünk. Az ókori egyiptomi építészetében a vízköpők oroszlán fejjel jelentek meg. Hasonló oroszlánszájú vízköpő látható a görög templomokon is, faragott vagy modellezett márvány vagy terrakotta (égetett agyag) szobrok díszítették a párkányokat. Kiváló példa erre a 39 fennmaradt oroszlán fejű vízköpő szobor Zeusz templomán. Eredetileg 102 vízköpő volt, de súlyuk miatt (márvány), sok leesett és ki kellett cserélni.
Sok középkori katedrálison találhatók vízköpők és kimérák. A leghíresebb példa erre a párizsi Notre-Dame.
Néhány vízköpő szerzeteseket formáz, vagy állatok és emberek kombinációja, sok közülük humoros megjelenítés.. Ezek a szokatlan állat keverékek vagy kimérák nem szolgáltak vízelvezető jelleget és egyre inkább groteszk formát öltöttek. Inkább díszítés gyanánt lettek felhasználva, sem mint vízelvezetőként. Ám mára már csak a vízköpő jelző maradt fent mint gyűjtő név.
A dísz és nem dísz vízköpő a tető könyökfalára épült eszköz, amely összegyűjti és elvezeti az esővizet az épületekről. Ilyen formában a 18. század elejéig használták építészeti elemként. Azután viszont egyre több épülethez vettek lefolyócsöveket a víz elvezetésére a tetőtől a talajig, így már csak néhány épületen használták a vízköpőket. Ennek főbb oka az volt, hogy megrémítették az embereket, illetve a nehezebbek leestek, ezzel anyagi károkat okozva. 1724-ben a nagy-britanniai országgyűlés elfogadta a London Building Actot (az épületekre és utcákra vonatkozó építkezési törvényt), mely szerint minden új épületen ereszek és csatornák legyenek.

## Vízköpők a katolikus templomokon
A vízköpők kétféleképp voltak megtekinthetők az egyházi történelem folyamán. Elsődlegesen a gonosz fogalmát közvetítették a vízköpő formáján keresztül a hétköznapi írástudatlan emberek számára. Másodlagosan a vízköpők elriasztják a gonosz lelkeket az egyház környékéről, innen ered, hogy a gonosz nem tud belépni a templom falai közé. Viszont néhány középkori pap nézetei átváltottak egyfajta bálványimádássá a vízköpők irányába. A 12. században Clairvaux-i Szent Bernát beszédet mondott a vízköpők ellen:
Mit csinálnak ezek a fantázia szülötte szörnyek a kolostorokban, a barátok szemei inkább azokat fürkészi? Mit jelentenek ezeknek a tisztátalanoknak ezek a furcsa vad oroszlánok és szörnyek? Milyen szándékkal vannak elhelyezve ezek a teremtmények, a félig szörnyek, a félig emberek vagy ezek a foltos tigrisek? Látok különféle testeket egyforma fejjel és különféle fejeket egyforma testtel. Itt egy négylábú teste egy kígyófejével, ott egy hal teste egy négylábú fejével, aztán megint egy állat félig ló, félig kecske... Ha nem szégyelljük magunkat érte, akkor legalább bánjuk meg, amit rájuk költöttünk.
Lester Burbank Bridaham egyet ért azzal, hogy a vízköpők és kimérák a francia gótikus szobrászat furcsa elemei: Sok szimbolikus szobra van a gótika időszakainak, de körültekintőnek kell lennünk a túl sok értelmezés miatt.

## Állatot formázó vízköpők
Az ókori Egyiptomiaknak, görögöknek, etruszkoknak és az ókori rómaiaknak is voltak állat formájú vízköpőik. A 12. században a római katolikus templomok erősebbek lettek és sok új hívet toboroztak, nagyjából ez idő tájt jelentek meg a vízköpők Európában. A lakosság nagy része ebben az időben analfabéta volt, így a különböző vallások képeken keresztül közvetítették hitüket. A középkor sok lényének tulajdonítottak misztikus erőt. Továbbá emberi tulajdonságokkal ruháztak fel egyes állatokat, vagyis az állatokat megszemélyesítették. Ez leginkább a pogányok köreiben volt gyakori, hogy ezeket a lényeket a katolicizmus ellen használják fel. Néhány állatot (mint az orrszarvú vagy a rinocérosz) melyek ismeretlenek voltak nyugat európában a középkor folyamán a vízköpőkkel azonosították (mint például a laoni katedrálison). A modern vízköpőknek ezért nincsen szimbolikus jelentésük.

## Galéria

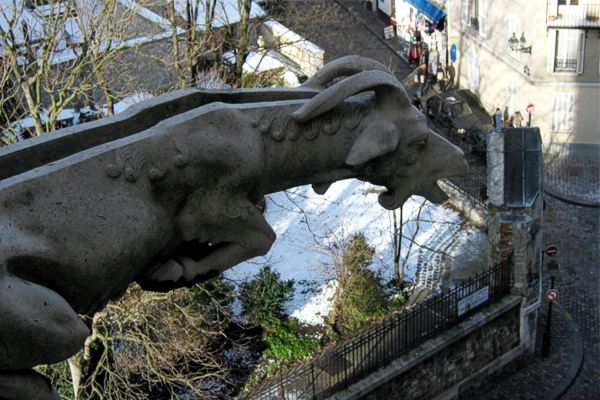
Vízköpő a Sacré Cœur-bazilikán, Párizs, Franciaország (mutatja az esővízelvezető csatornát)
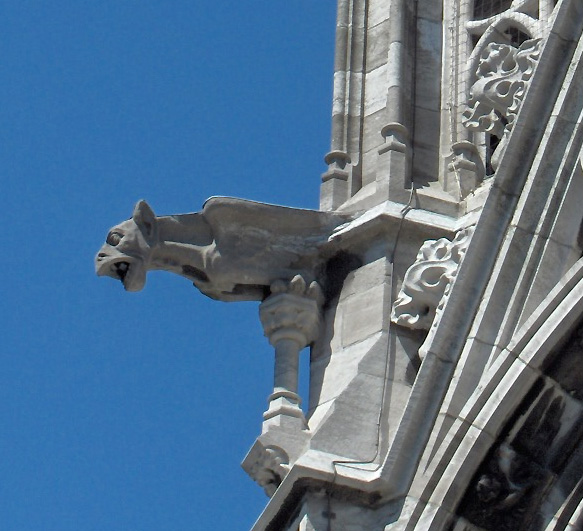
Vízköpő, St.-Petrus-en-Pauluskerk, Ostend, Belgium
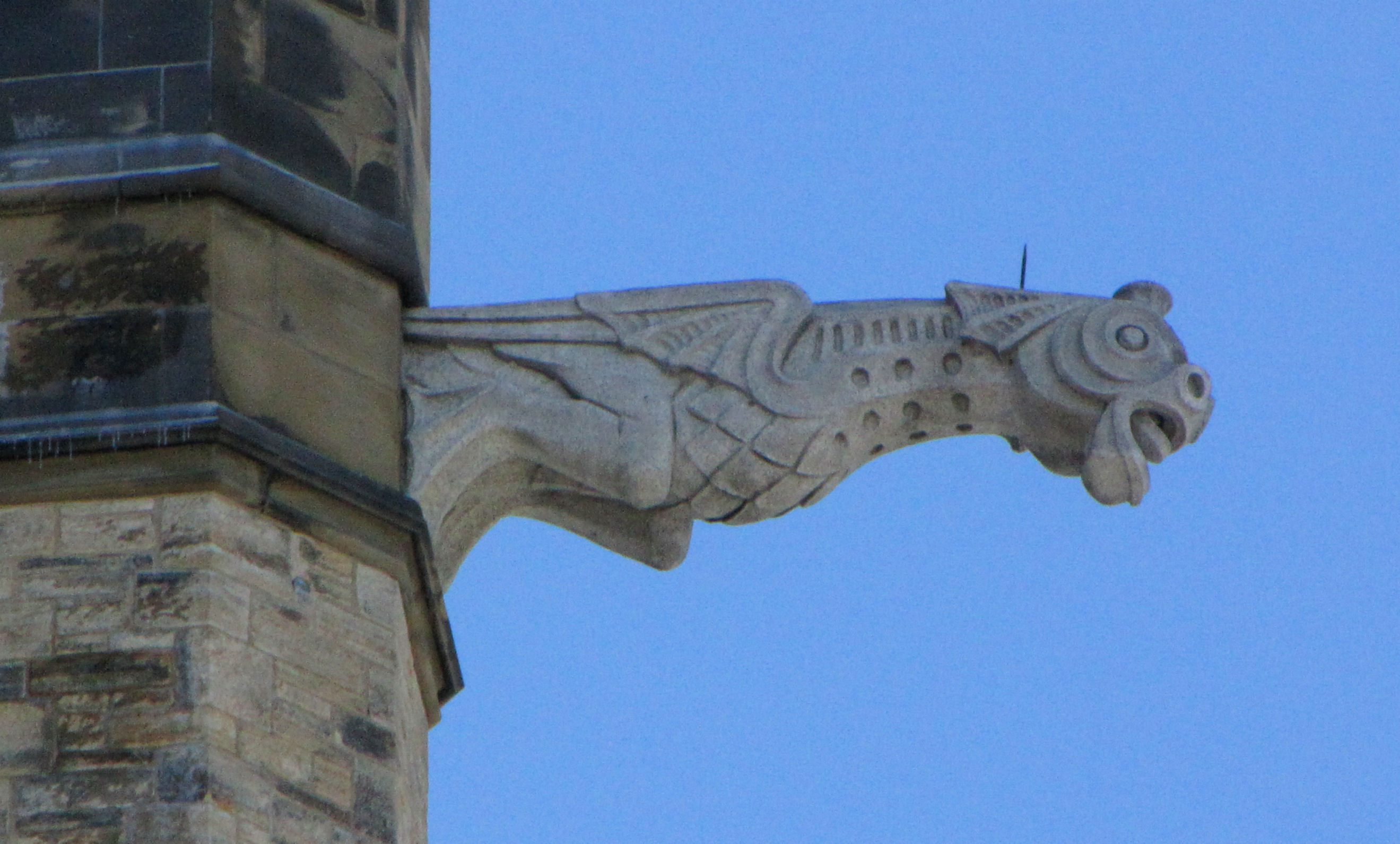
A négy vízköpő egyike a béketorony tetején, [[Ottawa (Kanada)|]], Ontario, Kanada
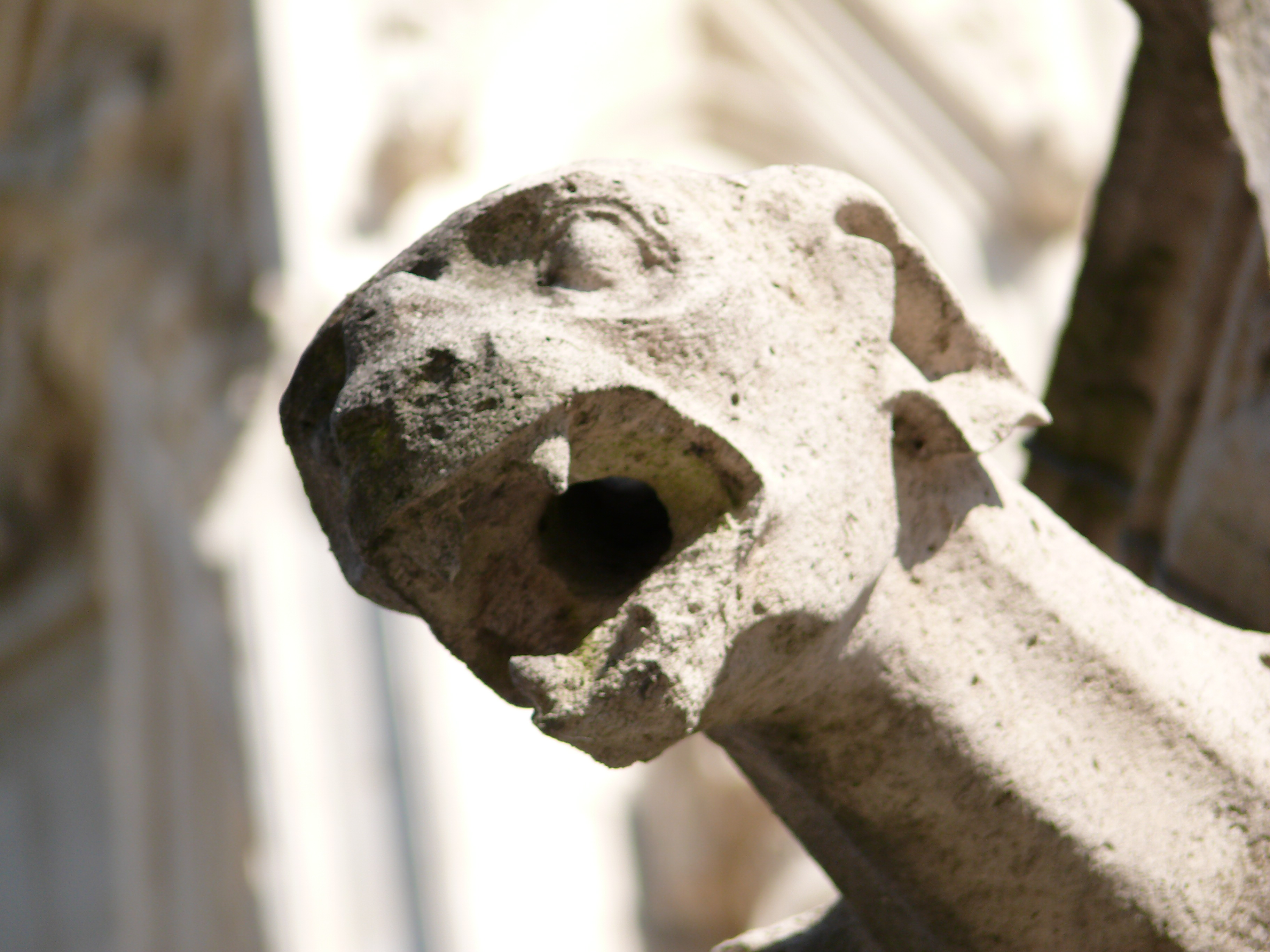
Notre-Dame-székesegyház Amiens, Franciaország
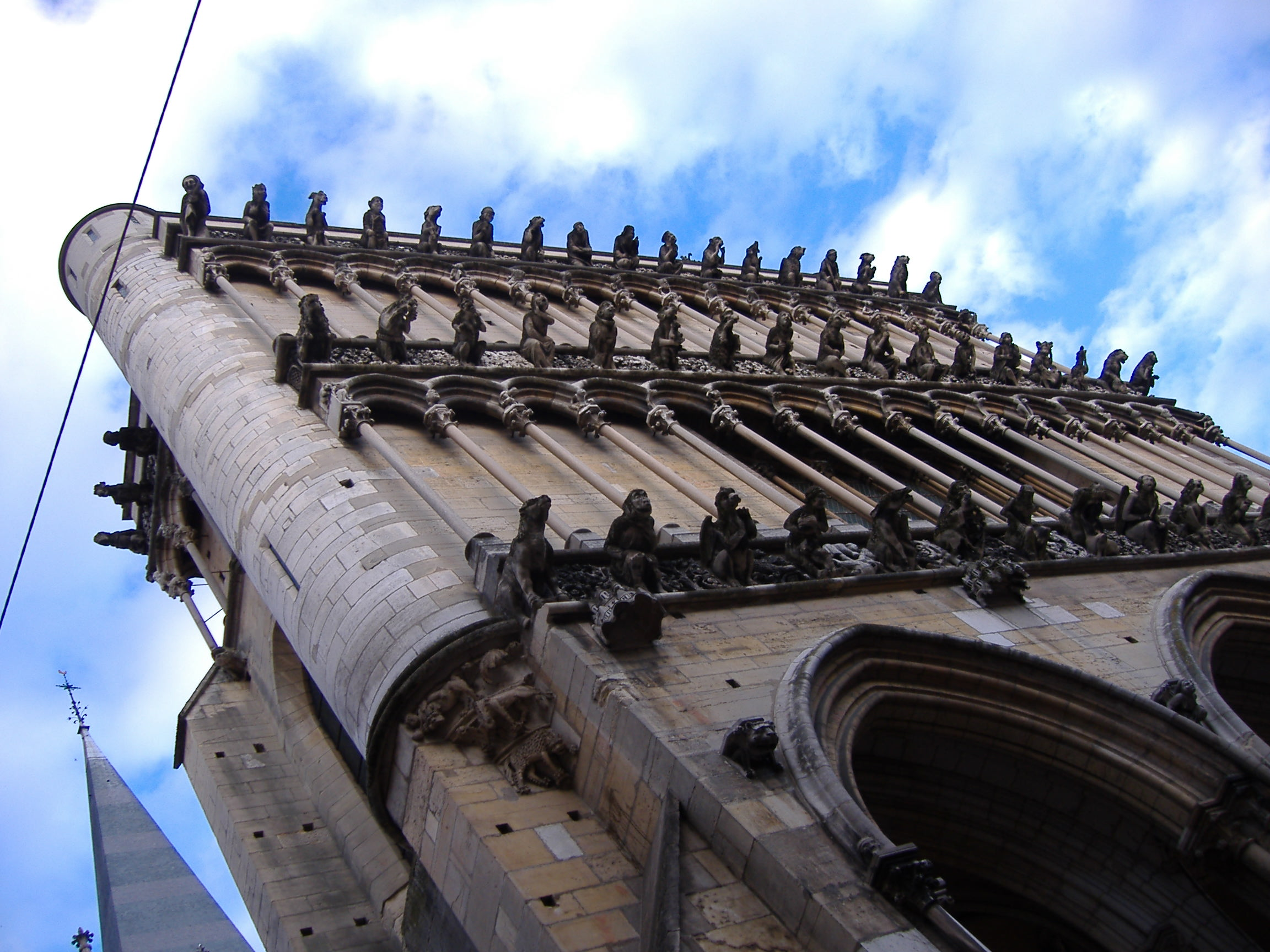
Notre Dame székesegyház, Dijon, Franciaország
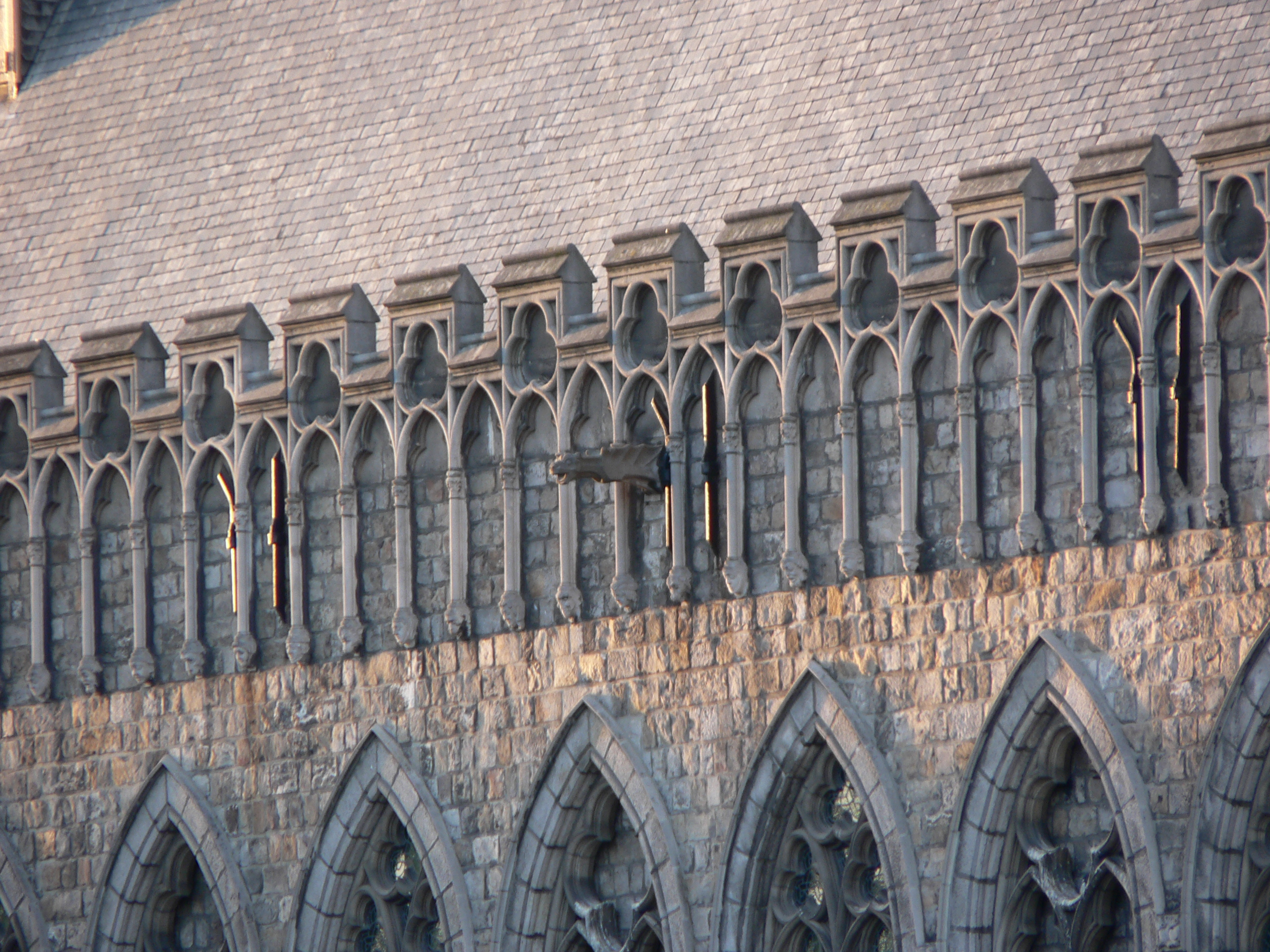
Vízköpő a posztócsarnokon, Ypres, Belgium
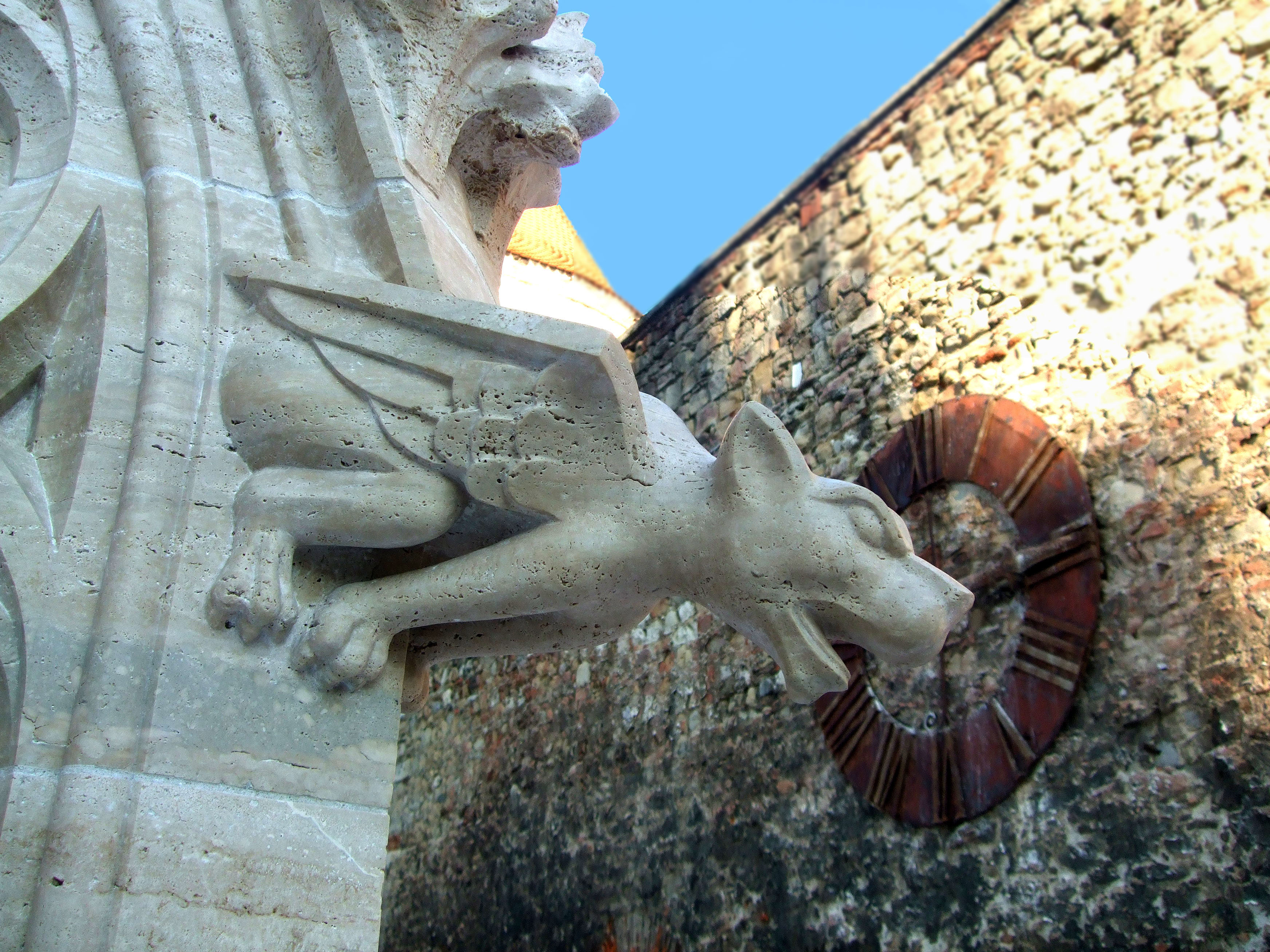
Vízköpő a zágrábi székesegyházon, Horvátország
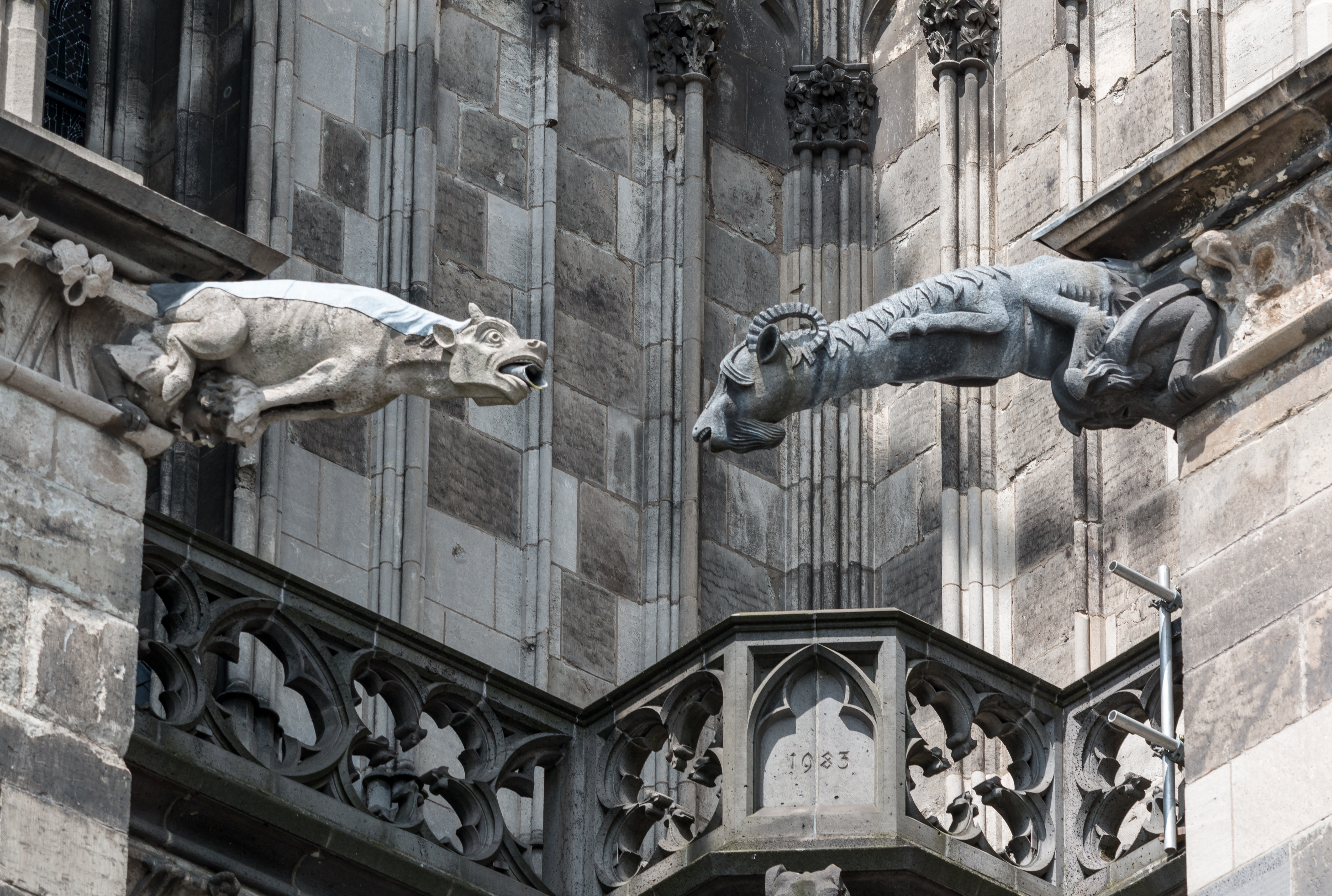
A kölni dóm vízköpői
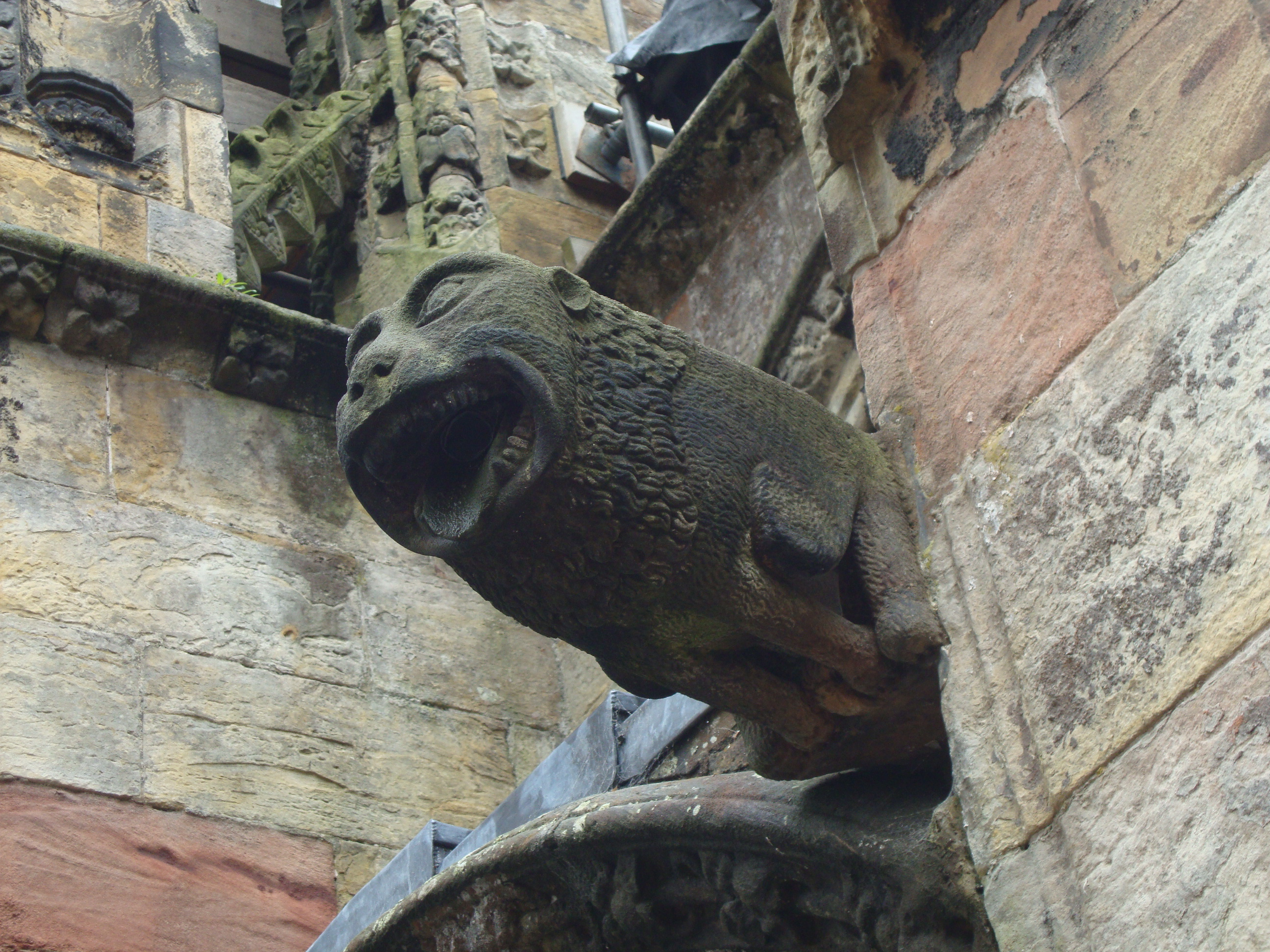
Vízköpő, Rosslyn-kápolna, Skócia.
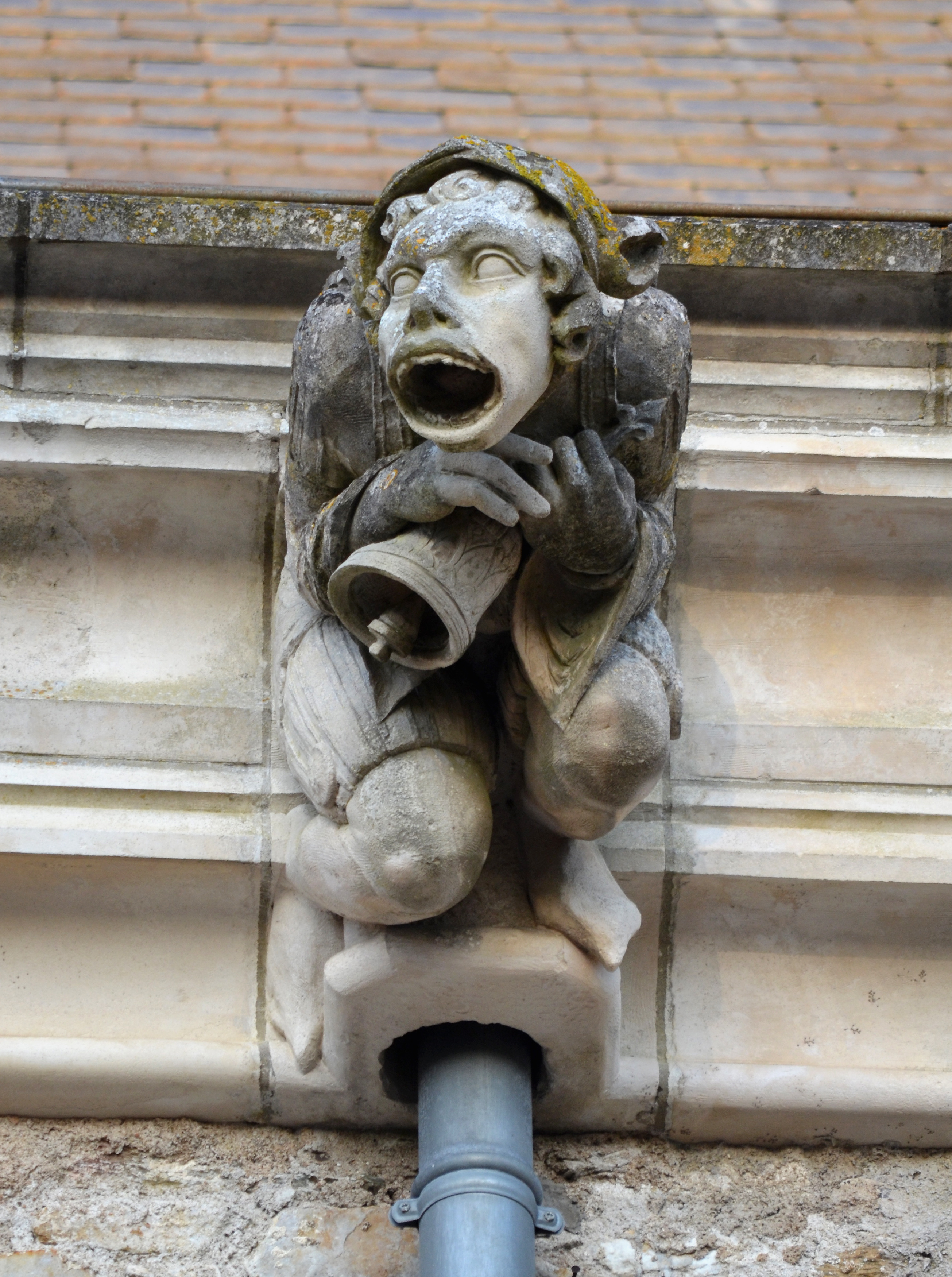
Vízköpő, Château de Blain, Franciaország
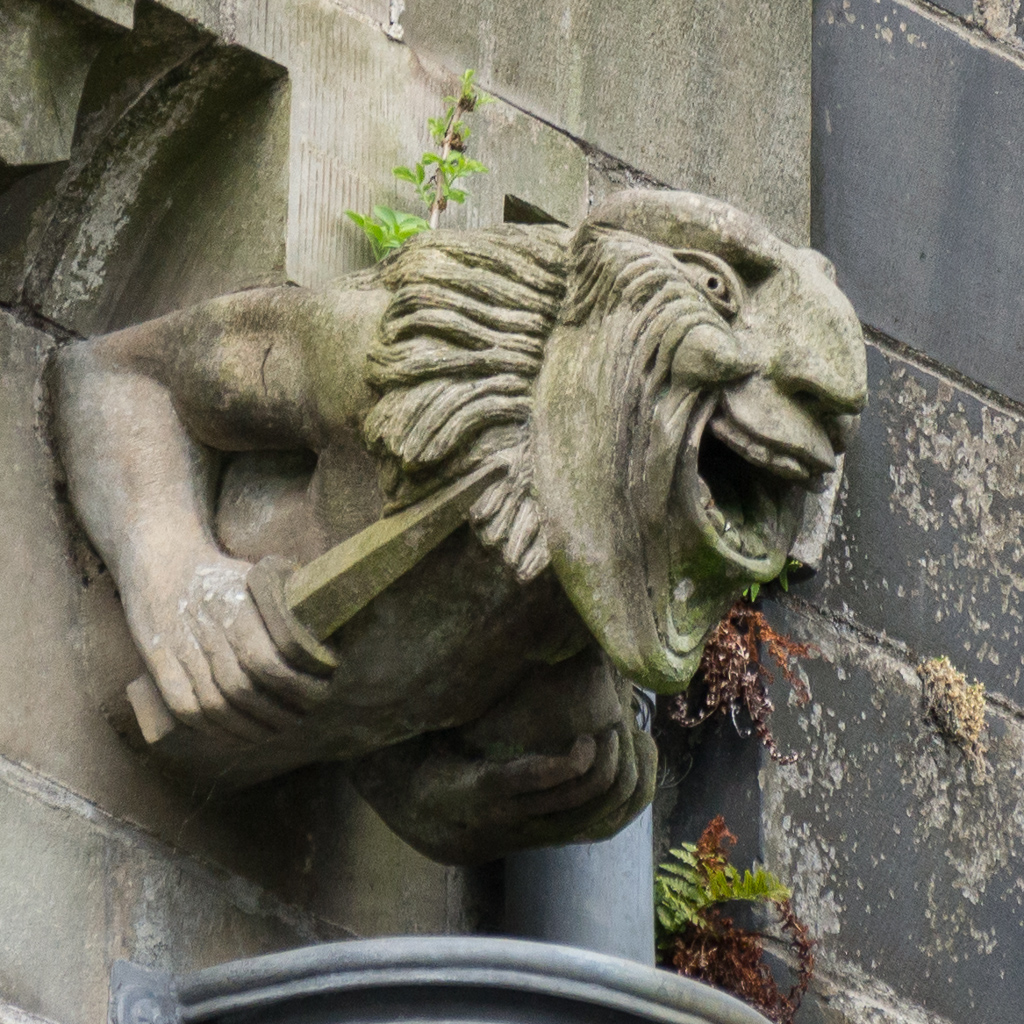
Vízköpő, Paisley Abbey, Skócia
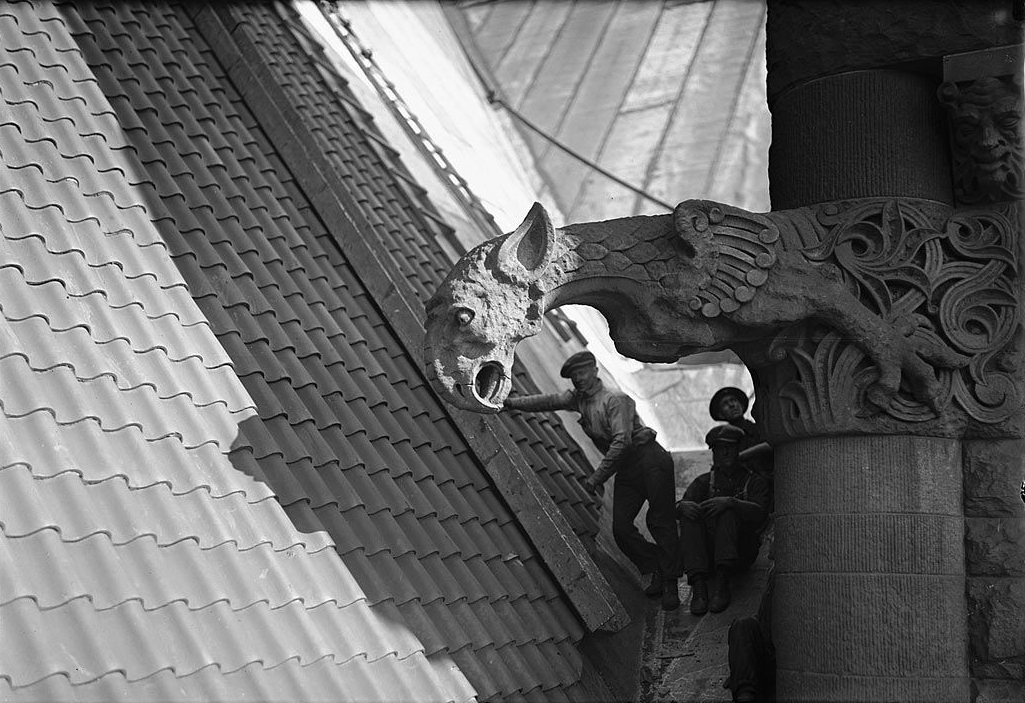
Eredeti vízköpő Toronto régi városnegyedében
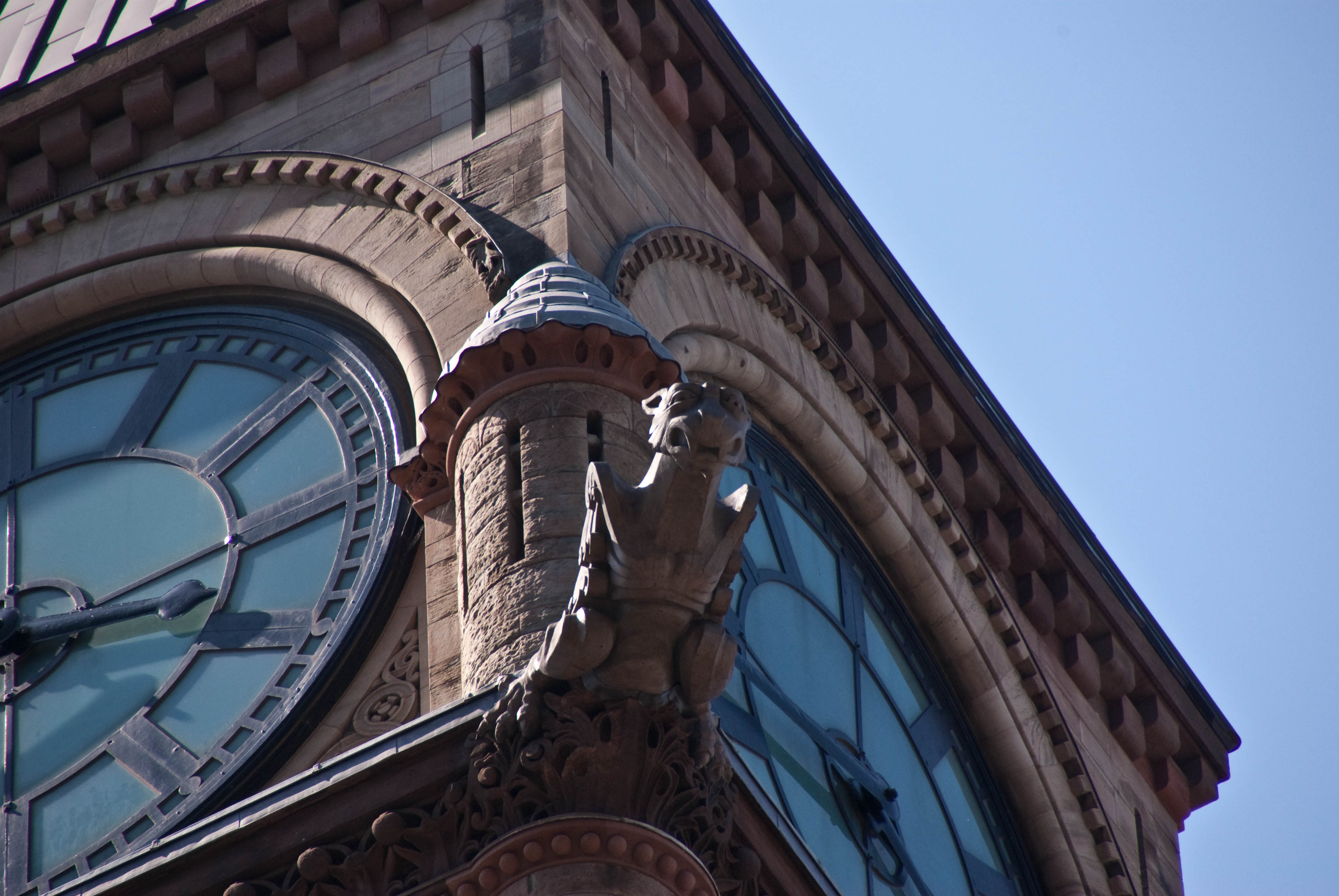
Másolt vízköpő szintén Toronto régi városnegyedében

## Fordítás
- Ez a szócikk részben vagy egészben a Gargoyle című angol Wikipédia-szócikk fordításán alapul.  Az eredeti cikk szerkesztőit annak laptörténete sorolja fel. Ez a jelzés csupán a megfogalmazás eredetét és a szerzői jogokat jelzi, nem szolgál a cikkben szereplő információk forrásmegjelöléseként.